# Sinan Bytyqi
Sinan Bytyqi (* 15. Jänner 1995 in Prizren, BR Jugoslawien) ist ein ehemaliger kosovarisch-österreichischer Fußballspieler und nunmehriger -trainer.

## Karriere

### Als Spieler

#### Verein
Sinan Bytyqi wechselte 2009 vom SK Austria Kärnten in die Südstadt zum FC Admira Wacker Mödling. Dort wurde er mit einem Vertrag bis 2013 ausgestattet. 
Im April 2012 wurde er von Manchester City unter Vertrag genommen. Anfang 2015 wurde er bis zum Ende der Saison 2014/15 zum SC Cambuur ausgeliehen. Am 28. Februar 2015 verletzte er sich beim 1:0-Sieg gegen Heracles Almelo schwer. Er wurde nach 23 Minuten ausgewechselt, nachdem er sich einen Kreuzbandriss zugezogen hatte und fiel rund neun Monate aus. Erst am 14. Dezember 2015 gab er für die U-21 von Manchester City sein Comeback. Von Ende August 2016 bis zum Jahresende 2016 spielte er auf Leihbasis in der Eredivisie bei den Go Ahead Eagles und absolvierte vier Spiele in der Liga.
Ende November 2017 beendete er seine Karriere, nachdem bei einem Leistungstest Hypertrophe Kardiomyopathie diagnostiziert worden war.

#### Nationalmannschaft
Bytyqi durchlief diverse österreichische Jugendnationalauswahlen. Im August 2016 kündigte er an, zukünftig für den Kosovo aufzulaufen. Anschließend war er für drei Spiele nominiert, wurde aber nicht eingesetzt.

### Als Trainer
Nach seinem Karriereende arbeitete Bytyqi zunächst als Scout für Manchester City. Zur Saison 2021/22 kehrte er nach Österreich zurück und wurde Trainer der sechstklassigen Zweitmannschaft von Regionalligist SC Weiz. Zur Saison 2022/23 rückte er in die Kampfmannschaft und wurde Assistent von Jörg Schirgi. In der Winterpause verließ er den Verein. Zur Saison 2023/24 übernahm er in Kärnten den fünftklassigen TSV Grafenstein als Trainer. Mit Grafenstein wurde er Vizemeister in der Unterliga Ost, Bytyqi selbst gab beim Verein ein Comeback als Spieler und setzte sich selbst in zwei Pflichtspielen ein.
Zur Saison 2024/25 wechselte er nach Belgien, wo er Co-Trainer von Christian Lattanzio bei Erstligist VV St. Truiden wurde. Das Duo wurde aber im September 2024 wieder entlassen. Anschließend folgte er Lattanzio im Oktober 2024 nach China zum Shenzhen Peng City FC. Im Juli 2025 kehrte Bytyqi nach Österreich zurück und wurde Cheftrainer des Zweitligisten Floridsdorfer AC.